# Sauzelong
Pour l’article homonyme, voir Saouzelong (métro de Toulouse).
Sauzelong ou Saouzeloung (graphie oralisante) est un quartier résidentiel de Toulouse (France) situé entre l’avenue du Lauragais à l'ouest, le canal du Midi à l'est, le pont des Demoiselles au nord et Rangueil au sud. On y trouve le laboratoire de microscopie électronique le CEMES, surnommé la Boule en raison de son bâtiment sphérique, proche du canal, ainsi que le bar l’Astronef anciennement les Avions (Aéropostale). C'est un quartier résidentiel qui mềle Maisons individuelles et petits ensembles.

## Toponymie
Le terme Sauzelong vient probablement de saule tardif ou saule allongé, (saule s’écrit sauze ou bien sause en occitan) ces arbres étant implantés dans ce quartier autrefois marécageux. Le quartier a été nommé et est défini au niveau départemental par le terme en occitan. La désignation Sauzelong a été officiellement adoptée lors du Conseil Municipal no 9 du 18 décembre 2009. 
Saouzeloung (version francisée) existe également. La station de métro qui dessert le quartier porte quant à elle le nom de Saouzelong
Étymon latin : sàlix, sàlicem : saule